# Alphonse Gemuseus
Alphonse Gemuseus (n. 8 mai 1898, Basel, Cantonul Basel-Oraș, Elveția – d. 28 ianuarie 1981, Basel, Cantonul Basel-Oraș, Elveția) a fost un călăreț ce a reprezentat Elveția, medaliat olimpic. A participat la 2 ediții ale Jocurilor Olimpice (1924, 1928) în care a câștigat o medalie de aur și o medalie de argint.